# Commodore Educator 64
Commodore Educator 64 (Educator 64) је кућни рачунар, производ фирме Комодор (Commodore) који је почео да се израђује у Сједињеним Америчким Државама током 1983. године.
Користио је 6510 као централни микропроцесор а RAM меморија рачунара Educator 64 је имала капацитет од 64k. 

## Детаљни подаци
Детаљнији подаци о рачунару Educator 64 су дати у табели испод.
|                       |                                                                      |
| [ 1 ]                 |                                                                      |
| Произвођач            | Комодор                                                              |
| Тип                   | кућни рачунар                                                        |
| Меморија              | 64k                                                                  |
| Поријекло             | Сједињене Америчке Државе                                            |
| Година                | 1983                                                                 |
| Тастатура             | тастатура са пуним помаком тастера, 4 функцијска тастера, 66 тастера |
| Процесор              |                                                                      |
| Фреквенција процесора | 1                                                                    |
| RAM                   | 64k                                                                  |
| ROM                   | 20k                                                                  |
| Текст                 | 40 x 25                                                              |
| Графика               | неколико модова, највише кориштен: 320 x 200                         |
| Боја                  | 16                                                                   |
| Звук                  | 3 гласа / 6 октава (звук кроз уграђени звучник)                      |
| Димензије             |                                                                      |
| Портови               |                                                                      |
| Оперативни систем     |                                                                      |